# David Zuddas
David Zuddas est un cuisinier français né en 1967 à Dijon.

## Biographie

### Débuts
David Zuddas nait en 1967 à Dijon. Fils de restaurateurs, il a très tôt une passion pour la cuisine. Dès dix-sept ans, il quitte l’école pour travailler en restaurant. Après des débuts à Paris, il travaille deux ans dans le prestigieux train de l’Orient-Express. À vingt ans, il est le second de Jean-Paul Jeunet à Arbois puis trois ans plus tard, il travaille chez Jacques et Laurent Pourcel à Montpellier.

### L’Auberge de la Charme
En 1994, David Zuddas et sa femme Catherine ouvrent leur premier restaurant, L’Auberge de la Charme, à Prenois dans la Côte-d'Or. Ils sont étoilés quatre ans après l’ouverture et le resteront jusqu’à leur départ en 2008.

### DZ’envies
En effet, en 2008, David Zuddas et sa femme quittent ce premier restaurant dans leur souhait de tenter une nouvelle aventure dans le même département en ouvrant un nouveau restaurant, DZ’envies, en centre-ville de la ville natale de Zuddas. Ce restaurant, qui se veut un lieu associant les « saveurs du Maghreb et du Japon aux techniques culinaires françaises », est récompensé du Bib gourmand pour les repas soignés à prix modéré dans le guide Michelin.

### Autres ouvertures à Dijon et autres activités liées à la gastronomie
En parallèle de DZ’envies, David Zuddas ouvre en 2009 à Dijon un bar à vins, B comme bon, et un restaurant d’inspiration méditerranéenne. Il est également consultant culinaire pour d’autres établissements bourguignons ainsi que pour des entreprises de l’agroalimentaire, de l’électroménager, de la grande distribution, etc. (SEB, Metro, Nestlé…). Il assure aussi des formations auprès de professionnels de la restauration en France mais aussi à l’étranger (notamment au Japon).
En septembre 2019, David Zuddas et Morgane Orlando ouvrent à Dijon Peppuccio (baptisé d’après le surnom du père d’origine sarde de Zuddas), un lieu qui se veut associer Italie et modernité et qui fait café, boutique et restaurant autour de pâtes fraîches artisanales fabriquées sur place.

### Anecdotes
David Zuddas est présenté comme le chef le plus tatoué de France par le magazine BingBang.

## Publications
- La Nouvelle Nouvelle Cuisine, 2009, 128 pages, Hachette Pratique,  (ISBN 2012377998).
- Les 50 meilleurs sandwichs, 2011, Hachette Pratique,  (ISBN 2012303951).